# Phyllodrepoidea
Phyllodrepoidea är ett släkte av skalbaggar som beskrevs av Ludwig Ganglbauer 1895. Phyllodrepoidea ingår i familjen kortvingar.
Släktet innehåller bara arten Phyllodrepoidea crenata.